# Titan Quest: Immortal Throne
Titan Quest: Immortal Throne è un action RPG, espansione del videogioco di successo Titan Quest, prodotto da Iron Lore nel 2007.

## Trama
Come Titan Quest, la trama a giocatore singolo di Immortal Throne è ambientato nel mondo della mitologia greca.
La trama inizia dove finisce il primo capitolo: con gli dei Olimpici che decidono che gli uomini devono prendersi le loro decisioni. Tuttavia un esercito di creature mostruose dell'Ade esce nel regno dei vivi e comincia a distruggere le città greche. Il giocatore dovrà passare attraverso città come Rodi, ed entrare nell'oltretomba per fermare la fuoriuscita delle creature mostruose, incontrando personaggi come Agamennone, Achille e Medea.